# Малл Ваасма
Малл Ваасма (ест. Mall Vaasma; 22 лютого 1945 — 4 грудня 2009) — одна з найкращих естонських мікологів.
Вона закінчила Тартуський університет в 1974 році із дипломом з ботаніки. Після закінчення навчання вона працювала старшою асистенткою лабораторії у відділі мікології естонського Інституту зоології та ботаніки з 1973 року та в Музей природничої історії Тартуського університету з 2008 року до самої смерті у 2009 році, через наїзд автомобіля під час переходу дороги. Вона була співавторкою ряду робіт про гриби.

## Зовнішні посилання
- Фото на Looduskalender (естонською)
- Новина про смерть на eElurikkus (естонською)
- Новина про смерть на Postimees, 7 грудня 2009 [Архівовано 9 квітня 2010 у Wayback Machine.] (естонською)